# Pustomyty (przystanek kolejowy)
Pustomyty (ukr. Пустомити, ros. Пустомыты) – przystanek kolejowy w miejscowości Pustomyty, w rejonie lwowskim, w obwodzie lwowskim, na Ukrainie.